# Wilhelm Seidensticker
Wilhelm Seidensticker (* 1909 in Bochum; † 2003 in Essen) war ein deutscher Architekt.

## Leben
Seidensticker absolvierte ein Praktikum und studierte ab 1929 an der Technischen Hochschule Hannover bei Ernst Vetterlein und Otto Blum, mit einem Gastsemester an der Technischen Hochschule Graz. 1933 schloss er sein Studium mit dem akademischen Grad Dipl.-Ing. ab. Von 1934 bis 1937 war er beim Baudezernat der Stadt Bochum tätig, wo er u. a. die Trauerhalle am Freigrafendamm plante. 1936 promovierte er an der TH Hannover über Radwegeplanung unter besonderer Berücksichtigung des Ruhrgebietes. Im Jahr darauf machte er sich in Bochum selbstständig und betrieb bis 1941 ein eigenes Architekturbüro. Ab 1941 war Seidensticker als Regierungsbaurat bei der Luftwaffe in Norwegen und Finnland tätig.
Er geriet in Kriegsgefangenschaft und kehrte 1947 nach Bochum zurück. 1948 war er am Wiederaufbauplan für Wattenscheid maßgeblich beteiligt.
Später ließ er sich in Essen nieder. In den 1960er Jahren arbeitete er mit dem Diplom-Ingenieur Heinz Budde in einer Architektengemeinschaft zusammen.
Von 1959 bis 1981 veröffentlichte er vier Bücher zum Thema Stadtplanung. Er lebte in Essen und in Südfrankreich.

## Bauten

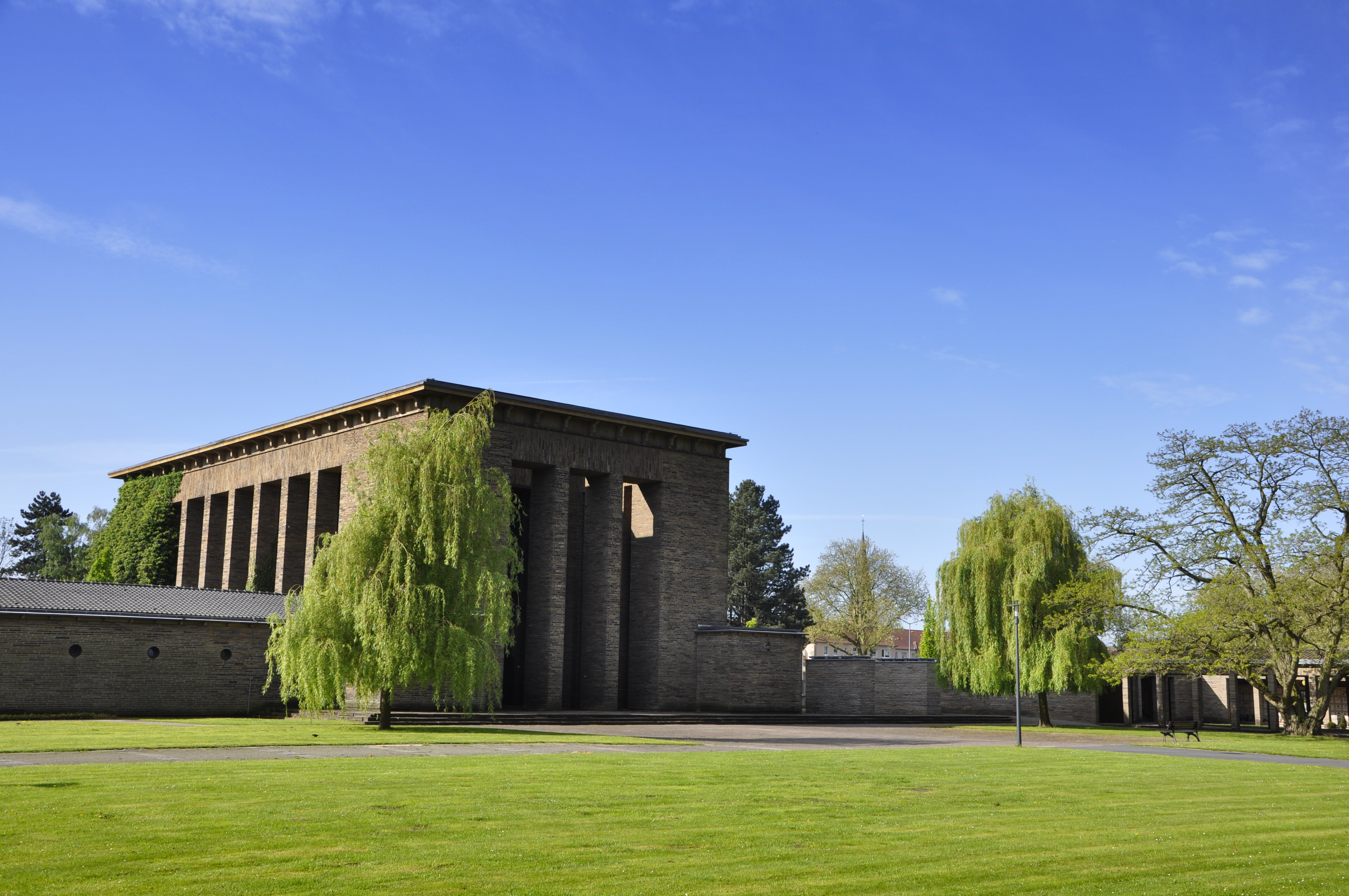
Trauerhalle auf dem Hauptfriedhof Bochum

Einer seiner ersten Bauten war die Mitplanung des Kriegerdenkmals im Bochumer Stadtpark, welches sich heute im Stadtarchiv – Bochumer Zentrum für Stadtgeschichte befindet. Ein Großprojekt war die große Trauerhalle auf dem Hauptfriedhof Freigrafendamm in Bochum zusammen mit Heinrich Timmermann. Das Ensemble der Traueranlage zeigt eindrucksvoll die nationalsozialistischen Bauauffassung und Staatsarchitektur. Sie besitzt auch auf das Ruhrgebiet bezogen einen einzigartigen Charakter.

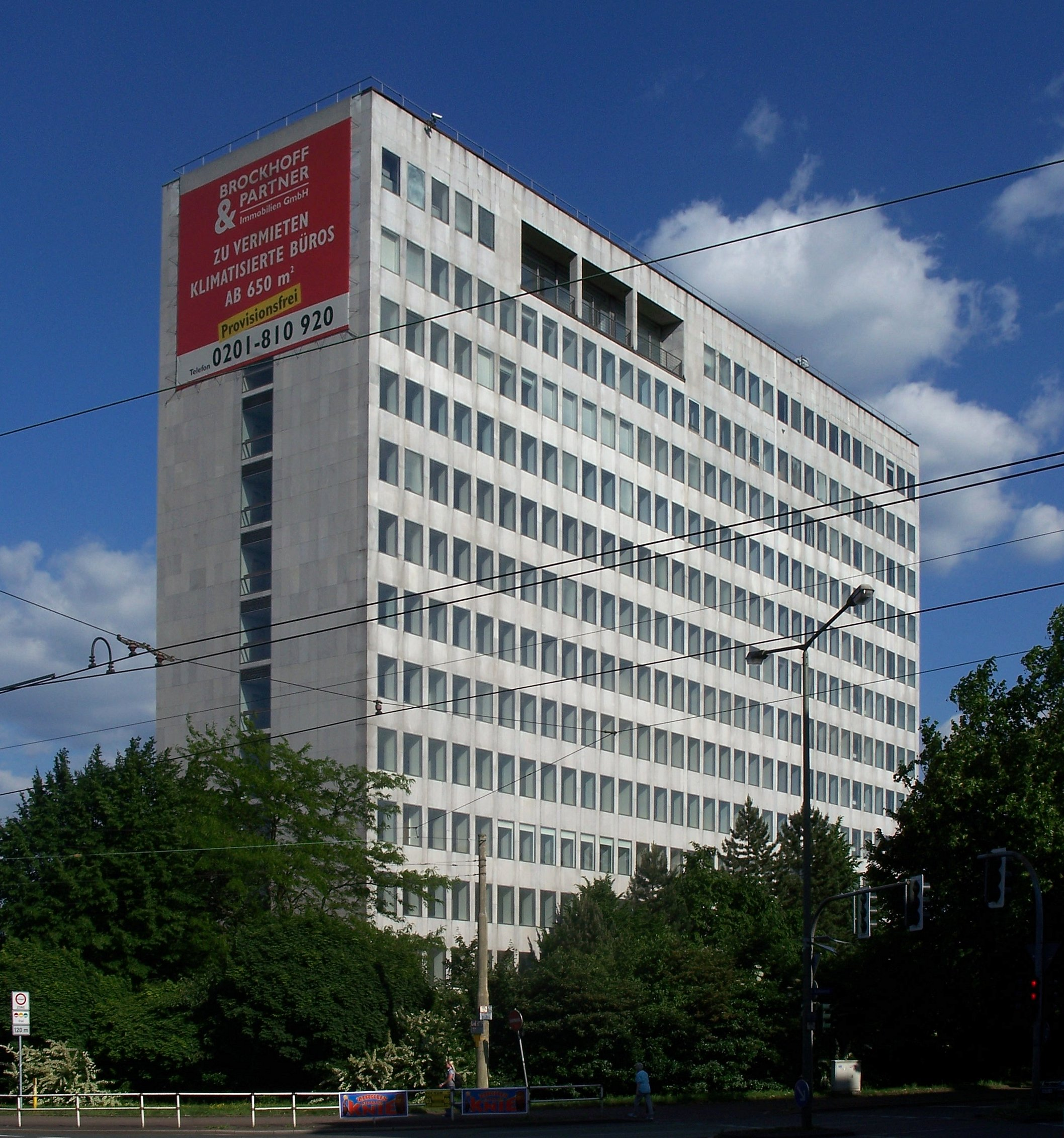
Ehemaliges Verwaltungsgebäude des Bochumer Vereins, Bochum

Nach dem Weltkrieg schuf er einige Großbauten in Bochum. Neben der Hauptverwaltung der Firma Aral an der Wittener Straße (1949–1952) und der Produktionshalle und dem Verwaltungsgebäude der Deutschen Edelstahlwerke an der Bessemerstraße 80, war der markanteste Bau das einstige Verwaltungsgebäude des Bochumer Vereins in der Alleestraße 165 in Bochum (Thyssen-Krupp-Haus). Es wurde 1961 geplant und in den Jahren 1963/64 errichtet. Das Land Nordrhein-Westfalen und seine Architektenkammer beurteilten den Bau einst als vorbildlich. Es ist nicht denkmalgeschützt. 

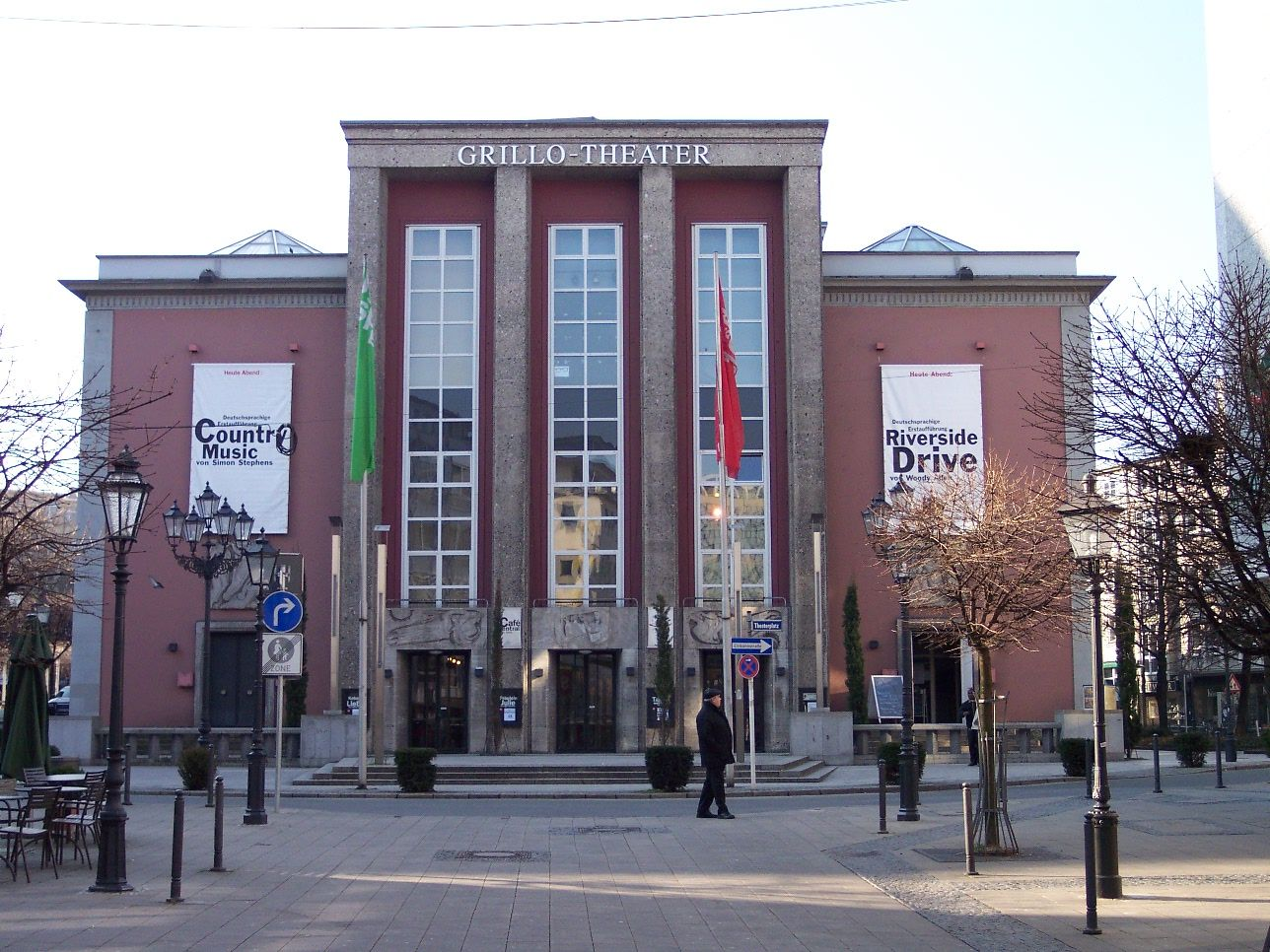
Grillo-Theater, Essen

Zusammen mit Johannes Dorsch gestaltete Seidensticker den Wiederaufbau des Grillo-Theaters im Stil des Neuen Bauens in Essen, das 1950 seiner Bestimmung übergeben wurde.
Auch der erste Neubau einer katholischen Kirche in Essen nach dem Zweiten Weltkrieg, der Kirche St. Mariä Geburt (siehe Liste von Sakralbauten in Essen) in Frohnhausen erfolgte ab 1951 nach seinem Entwurf.
Zu Seidenstickers Bauten gehören das 1952 fertiggestellte und in den 1980er Jahren abgerissene, zweistöckige Gebäude der Milchbar im Grugapark in Essen, die Siedlung Essen-Katernberg,
1954 bis 1956 wurde das Scheiben-Wohnhochhaus Kaupenhöhe in der Hölderlinstraße 2 in Essen errichtet. Seidensticker hatte 181 Mietwohneinheiten in Appartementgröße geplant, die mittlerweile zum Teil zusammengelegt worden sind. Am 26. November 2019 wurde es unter Denkmalschutz gestellt.
Relativ konservativ gestaltete er das Rathaus von Waltrop, das 1955/56 gebaut wurde.
Einen Wettbewerb um die Weiterentwicklung der Arbeiterwohnsiedlung Margarethenhöhe in Essen, der in den 1950er Jahren ausgeschrieben wurde, gewann Seidensticker. Sein Entwurf wurde allerdings mehrmals geändert, ehe die Gebäude errichtet wurden. Karl-Heinz Krüger fällte 1982 ein vernichtendes Urteil über das Ergebnis: „Der Murks, der da in 20 Jahren Baufummelei entstand, steht als Exempel für die Unfähigkeit aller am Nachkriegs-Wohnbau Beteiligten – nur die borniertesten Baubürokraten und Architekten konnten so unverfroren an Bewährtem vorbei bauen.“